# Josef Loos
Josef Loos (13. března 1888 Troja – 15. února 1955 tamtéž) byl český lední hokejista, který získal titul mistra Evropy a bronzovou medaili na olympijských hrách. Jako předseda hokejového svazu se zasloužil o uspořádání mistrovství světa v ledním hokeji v Praze v roce 1947.

## Život
Narodil se v rodině holešovického řezníka Františka Loose (1858–1911) a jeho manželky Barbory, rozené Linhartové (1863–??). Byl nejstarší ze tří dětí. Bratr Valentin (Vilda) Loos (1895–1942) byl československý reprezentant v ledním hokeji a kopané.
Byl zaměstnán jako účetní oficiál hlavního města Prahy. Dne 17. prosince 1918 se v Debrecínu oženil s Antonií Kernovou (1899–??).

## Sportovní kariéra
Josef Loos hrál od mládí za tehdejší SK Slavii Praha bandy hokej a fotbal. V roce 1909 však již byl členem týmu, který porazil v zápase ve skutečném ledním hokeji (tehdy pro rozlišení označovaným slovem kanadský) hokejové mušketýry. Před první světovou válkou reprezentoval Čechy na jediném mistrovství Evropy, z něhož si ovšem přivezl zlatou medaili. Po válce se opět zúčastnil pouze jednoho turnaje, Letních olympijských her 1920, který byl zpětně prohlášen i za první mistrovství světa a ze kterého si přivezl bronzovou medaili.
Úspěchů se Josef Loos dočkal i jako funkcionář. I v této roli nejprve začínal v domovské Slavii. Postupně se ovšem dostal i do orgánů československého hokejového svazu. V letech 1945 až 1948 byl dokonce jeho předsedou (tehdejší název zněl Československé ústředí ledního hokeje). Za jeho předsednictví a vydatné osobní podpory se podařilo uspořádat první mistrovství světa po druhé světové válce v Praze, na němž hráči Československa získali první zlaté medaile v historii. Na dva roky byl Loos taktéž místopředsedou dnešní IIHF, v jejímž direktoriátu působil v letech 1945 až 1953.